# Guanciale amatriciano
Il guanciale amatriciano è una specialità dei comuni di Amatrice e Accumoli in provincia di Rieti, e di Campotosto in provincia dell'Aquila, utilizzato soprattutto per la realizzazione di un sugo per condire la pasta detta appunto all'amatriciana.

## Diffusione
Questo piatto appartiene anche alla cucina abruzzese, poiché Amatrice ed Accumoli fino al 1927 era appartenenti alla Provincia dell'Aquila e fa parte dei Prodotti agroalimentari tradizionali abruzzesi.

## Ingredienti
Il guanciale è ottenuto dalla guancia del maiale, che deve essere distaccata a partire dalla gola, ricavandone un pezzo di forma triangolare, che viene messo sotto sale per la durata di quattro o cinque giorni; la speziatura prevede l'uso del pepe e del peperoncino e la guancia deve essere posta nelle vicinanze di un camino con fuoco di quercia per una parziale affumicatura.